# Sarracenia wrigleyana
Sarracenia wrigleyana este o specie de plante carnivore din genul Sarracenia, familia Sarraceniaceae, ordinul Ericales, descrisă de Hort. Veitch. Conform Catalogue of Life specia Sarracenia wrigleyana nu are subspecii cunoscute.